# Massugas
Massugas (okzitanisch Massugàs) ist eine französische Gemeinde mit 217 Einwohnern (Stand: 1. Januar 2022) im Département Gironde in der Region Nouvelle-Aquitaine. Sie gehört zum Arrondissement Langon und zum Kanton Le Réolais et Les Bastides. Die Einwohner werden Massugais genannt.

## Geographie
Massugas liegt etwa 56 Kilometer ostsüdöstlich von Bordeaux. An der östlichen Gemeindegrenze verläuft das Flüsschen Soulège, im Westen die Durèze. Umgeben wird Massugas von den Nachbargemeinden Gensac im Norden, Saint-Quentin-de-Caplong im Nordosten, Caplong im Osten, Pellegrue im Süden und Westen sowie Coubeyrac im Nordwesten.

## Bevölkerungsentwicklung
| 1962                       | 1968 | 1975 | 1982 | 1990 | 1999 | 2006 | 2017 |
| -------------------------- | ---- | ---- | ---- | ---- | ---- | ---- | ---- |
| 400                        | 365  | 255  | 240  | 268  | 258  | 277  | 227  |
| Quellen: cassini und INSEE |      |      |      |      |      |      |      |

## Sehenswürdigkeiten
- Kirche Notre-Dame aus dem 12. Jahrhundert, Monument historique seit 1925

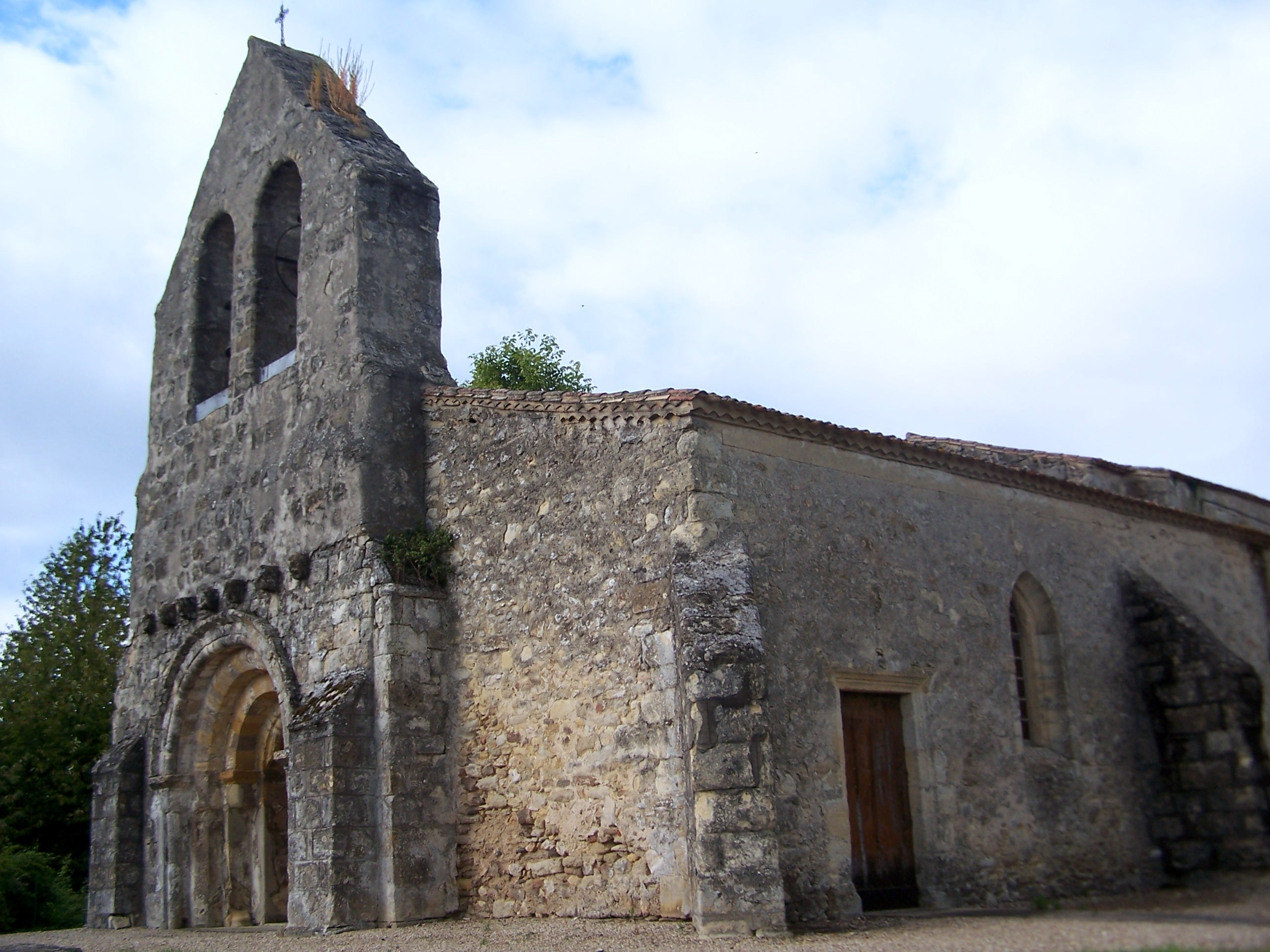
Kirche Notre-Dame